# Roar Skaane
Roar Skaane (* 9. April 1970 in Horten (Norwegen)) ist ein  ehemaliger norwegischer Radrennfahrer und nationaler Meister im Radsport.

## Sportliche Laufbahn
Skaane war im Straßenradsport aktiv. Er war Teilnehmer der Olympischen Sommerspiele 1992 in Barcelona. Im Mannschaftszeitfahren wurde Norwegen mit Stig Kristiansen, Roar Skaane, Bjørn Stenersen und Karsten Stenersen 11. des Rennens.
1988 siegte er in der norwegischen Meisterschaft der Junioren im Straßenrennen. 1989 gewann er mit Bård Grosvold, Bjørn Stenersen und Kjetil Kristiansen den nationalen Titel im Mannschaftszeitfahren. 1993 holte er diesen Titel mit Steffen Kjærgaard und Bjørn Andre Grubbli. 1991 gewann er bei den Straßenradsport-Weltmeisterschaften mit Stig Kristiansen, Johnny Sæther und Bjørn Stenersen die Bronzemedaille im Mannschaftszeitfahren. In der Norwegen-Rundfahrt gewann er den Prolog und eine Etappe.
Bei den Meisterschaften der Nordischen Länder gewann er 1991 die Silbermedaille im Mannschaftszeitfahren. 
In den Rennen der Straßenradsport-Weltmeisterschaften der Amateure 1987 wurde er 31., 1988 51. und 1993 115. Er startete für den Verein Tønsberg CK.